# Karl Cederberg
Karl Fredrik Cederberg, född 3 april 1861 i Linköping, död 1 augusti 1904 i Stockholm, var en svensk landskapsmålare.
Han var son till rådmannen Adolf Fredrik Olson och Greta Maria Cederberg.
Cederberg studerade vid Konstakademin 1878 men tvingades av sin far att återvända till Läroverket i Linköping eftersom han ställde sig på de oppositionellas sida. Han blev student vid Uppsala universitet 1882 samtidigt som han bedrev konststudier vid sidan om. Han for på en studieresa till Paris där han vistades en tid. Han var åren 1895–1900 verksam i Åby-Klippan där han hämtade många motiv för sina tavlor. Han ställde ut med Norrlands konstförening i Sundsvall 1885 och var samma år representerad vid Konstakademins utställning med tavlan Utsigt Wermland. Cederbergs produktion av tavlor var mycket stor och han är representerad vid Nationalmuseum, Norrköpings konstmuseum, Uppsala universitetsbibliotek  och Östergötlands museum.
I samband med utställningen Gamla Klippan 1947 visades ett 20-tal av hans verk.

### Fotnoter
1. 1 2 3 4 5  Sveriges dödbok 1830–2020, åttonde utgåvan, Sveriges Släktforskarförbund, november 2021, läst: 16 april 2022.[källa från Wikidata]
2. ↑  Svenskagravar.se, läs online, läst: 5 november 2019.[källa från Wikidata]
3. ↑  ”Nationalmuseum”. Arkiverad från originalet den 16 december 2017. https://web.archive.org/web/20171216144034/http://emp-web-84.zetcom.ch/eMP/eMuseumPlus?service=ExternalInterface&module=collection&objectId=44665&viewType=detailView. Läst 16 december 2017.
4. ↑  Norrköpings konstmuseum. (2000 ;). Norrköpings konstmuseum : katalog. Norrköpings konstmuseum. ISBN 91-88244-22-9. OCLC 186037488. https://www.worldcat.org/oclc/186037488. Läst 27 mars 2020
5. ↑  Uppsala universitetsbibliotek